# 李丕钧
李丕钧（1955年—），汉族，中华人民共和国政治人物、第十一届全国政协委员。
加入中国共产党，担任云南省残联党组书记、理事长。2008年，当选第十一届全国政协委员，代表社会福利和社会保障界，分入第四十八组。